# Ďurkovec
De bergtop Ďurkovec (Slowaaks) of Dziurkowiec (Pools) is gelegen op de grens tussen Slowakije en Polen en heeft een hoogte van 1.188 km². De zuidelijke hellingen vallen binnen het Nationaal Park Poloniny en de noordelijke hellingen liggen in het Landschapspark Ciśniańsko-Wetliński.

## Wandelroutes
De Ďurkovec is het gemakkelijkst te beklimmen vanaf de plaats Runina in Slowakije. Via de groene wandelroute duurt het circa 1 uur voor men de top bereikt. Vanuit Polen is het moeilijker om de Ďurkovec te bereiken, maar het is mogelijk vanuit de plaats Wetlina. Bezoekers kunnen eerst de groene route nemen naar de Jawornik (Sękowa) (1.021 meter). Van hieraf gaat de route over in de gele wandelroute naar de Paportna (1.198 meter) en de Riaba Skała (1.199 meter). Vanaf de Riaba Skała loopt men verder in westelijke richting naar de Ďurkovec via de rode en blauwe route, die over de Poolse en Slowaakse grens loopt.

## Galerij

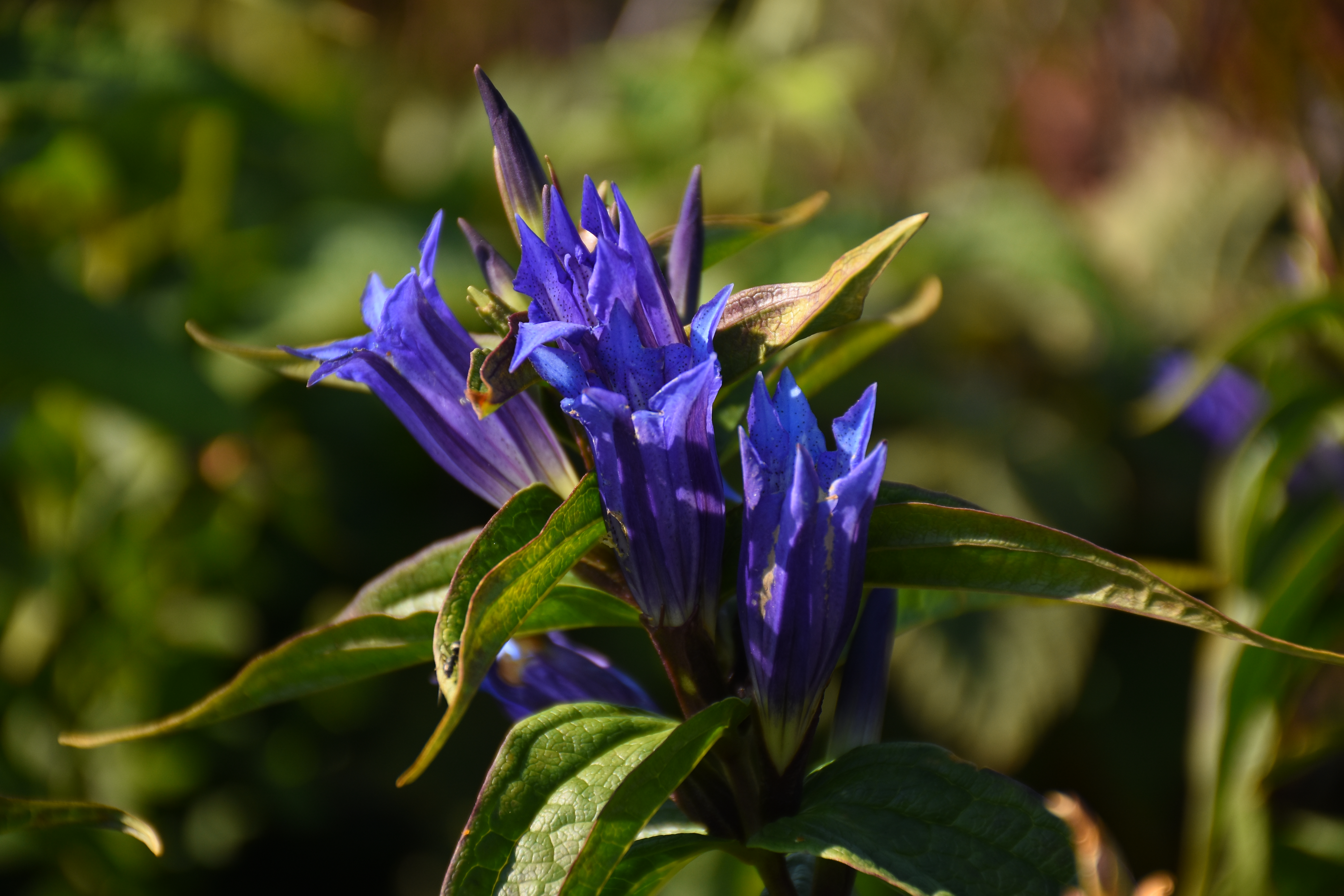
Een gentiaan op de Ďurkovec.
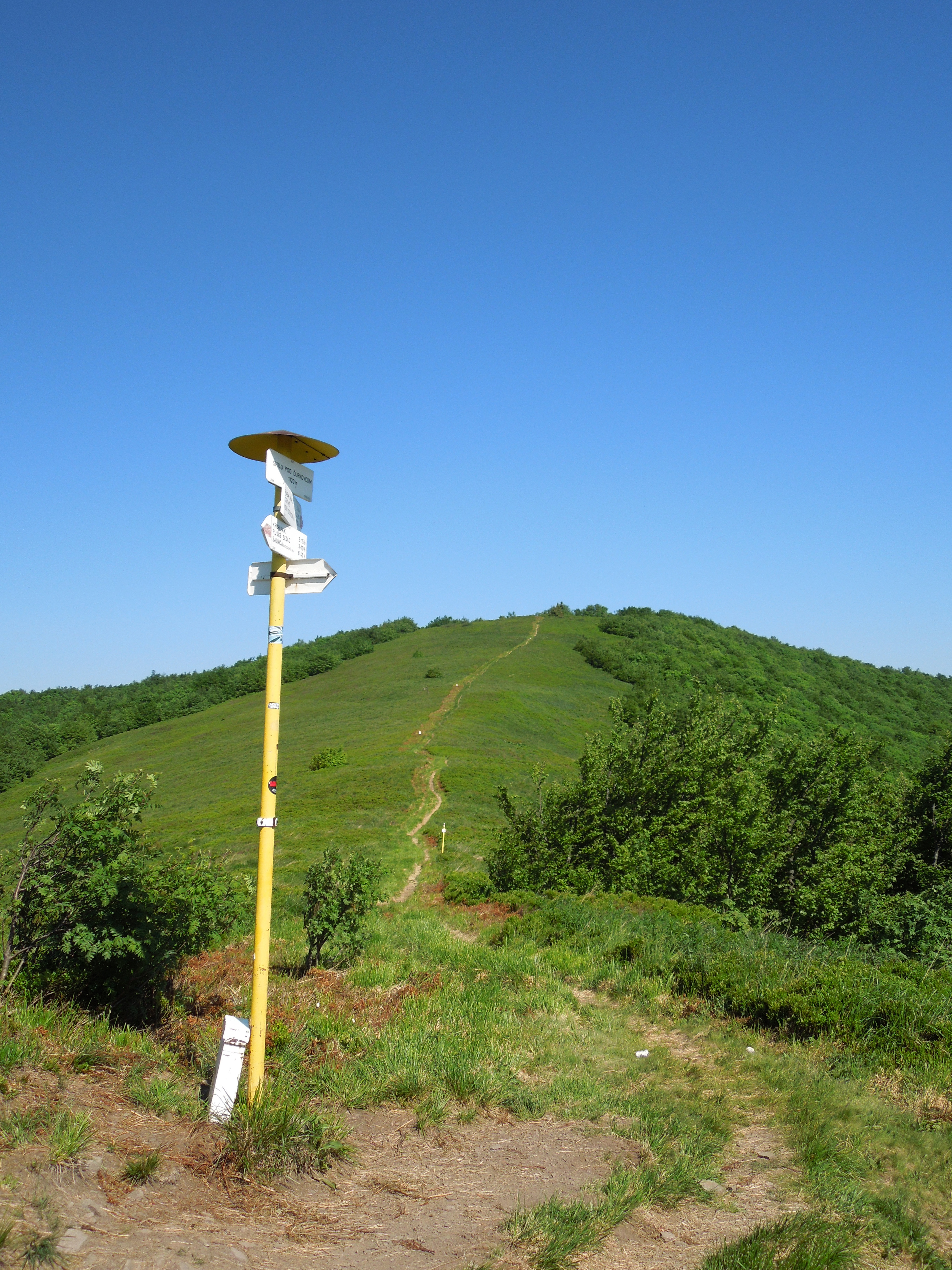
Wandelpad naar de top van de Ďurkovec.
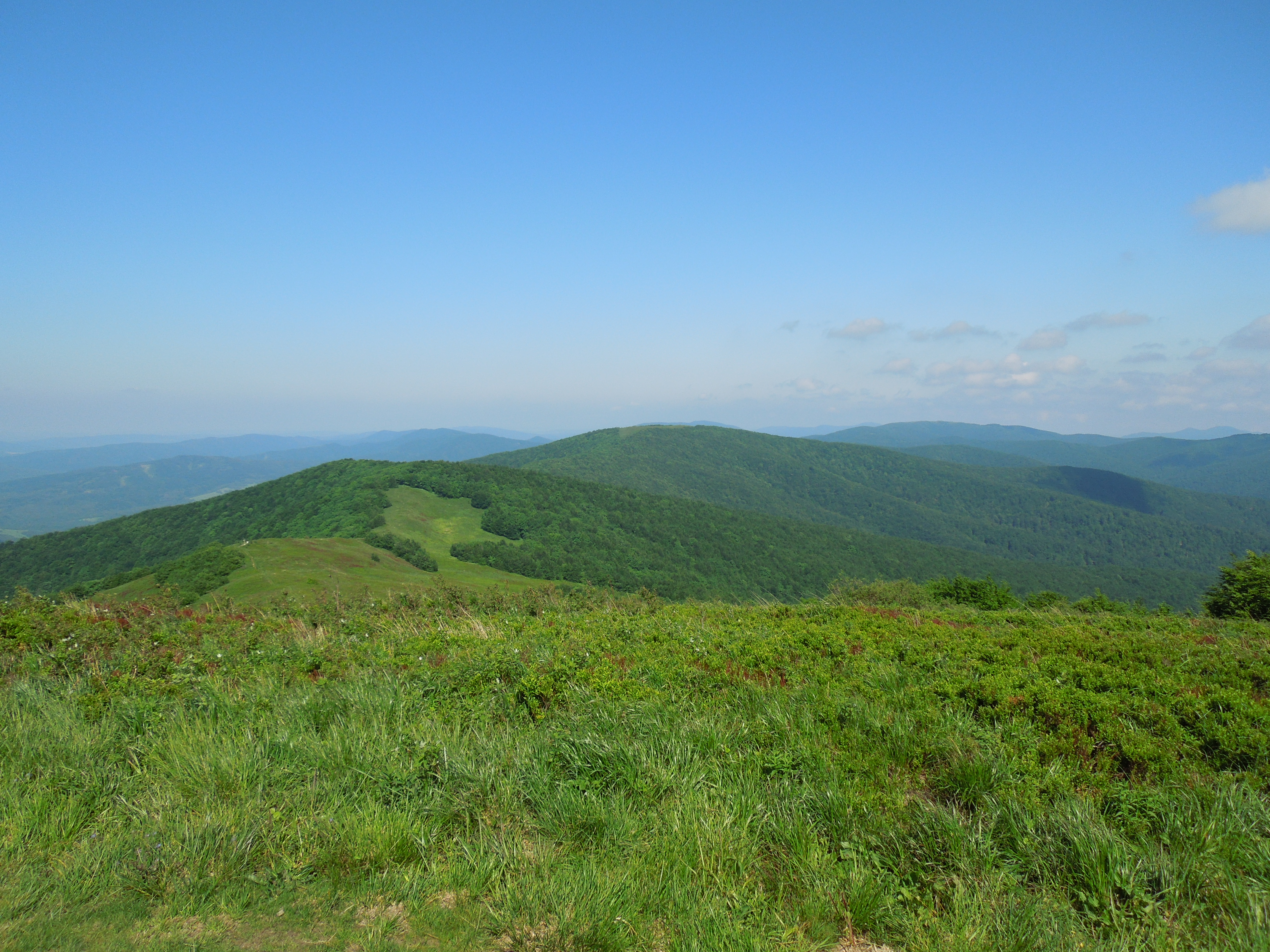
Blik op de hellingen van de Ďurkovec en de top van de berg Pľaša.